# Bembidion rapidum
Bembidion rapidum es una especie de escarabajo del género Bembidion, familia Carabidae. Fue descrita científicamente por LeConte en 1847.
Se distribuye por América del Norte, en Canadá, Estados Unidos y en las Montañas Rocosas. Habita desde las provincias de Nueva Escocia y Alberta hasta los estados de Georgia y California. Los miembros de esta especie poseen una longitud corporal de 3,9-4,4 milímetros.